# Шугар Рей Сілс
Шугар Рей Сілс (англ. Sugar Ray Seales; 4 вересня 1952) — американський боксер, олімпійський чемпіон 1972 року. 

## Аматорська кар'єра
Олімпійські ігри 1972
- 1/16 фіналу. Переміг Ульріха Беєра (Німеччина) (3-2)
- 1/8 фіналу. Переміг Джеймса Монтагуа (Ірландія) (5-0)
- 1/4 фіналу. Переміг Андреса Моліну (Куба) (3-2)
- 1/2 фіналу. Переміг Звонімір Вуін (Югославія) (5-0)
- Фінал. Переміг Ангел Ангелов (Болгарія) (3-2)